# Tess Madgen
Tess Madgen (Ashford, 12 agosto 1990) è una cestista australiana, professionista nella WNBA.

## Carriera
Con l'Australia ha disputato i Giochi olimpici di Tokyo 2020, due Campionati mondiali (2018, 2022) e tre edizioni dei Campionati oceaniani (2011, 2013, 2015).